# (685) Hermia
Pour les articles homonymes, voir Hermia.
(685) Hermia est un astéroïde de la ceinture principale découvert le 12 août 1909 par l'astronome allemand Wilhelm Lorenz.
Sa désignation provisoire était 1909 HE.